# Radnót
Ez a szócikk a romániai városról szól. A Szlovákiában található, az egykori Gömör és Kishont vármegyéhez tartozó Radnót községet lásd Nemesradnót szócikknél.
Radnót (románul Iernut, németül Radnuten) város  Romániában Maros megyében. A környék gazdasági és kulturális központja.

## Fekvése

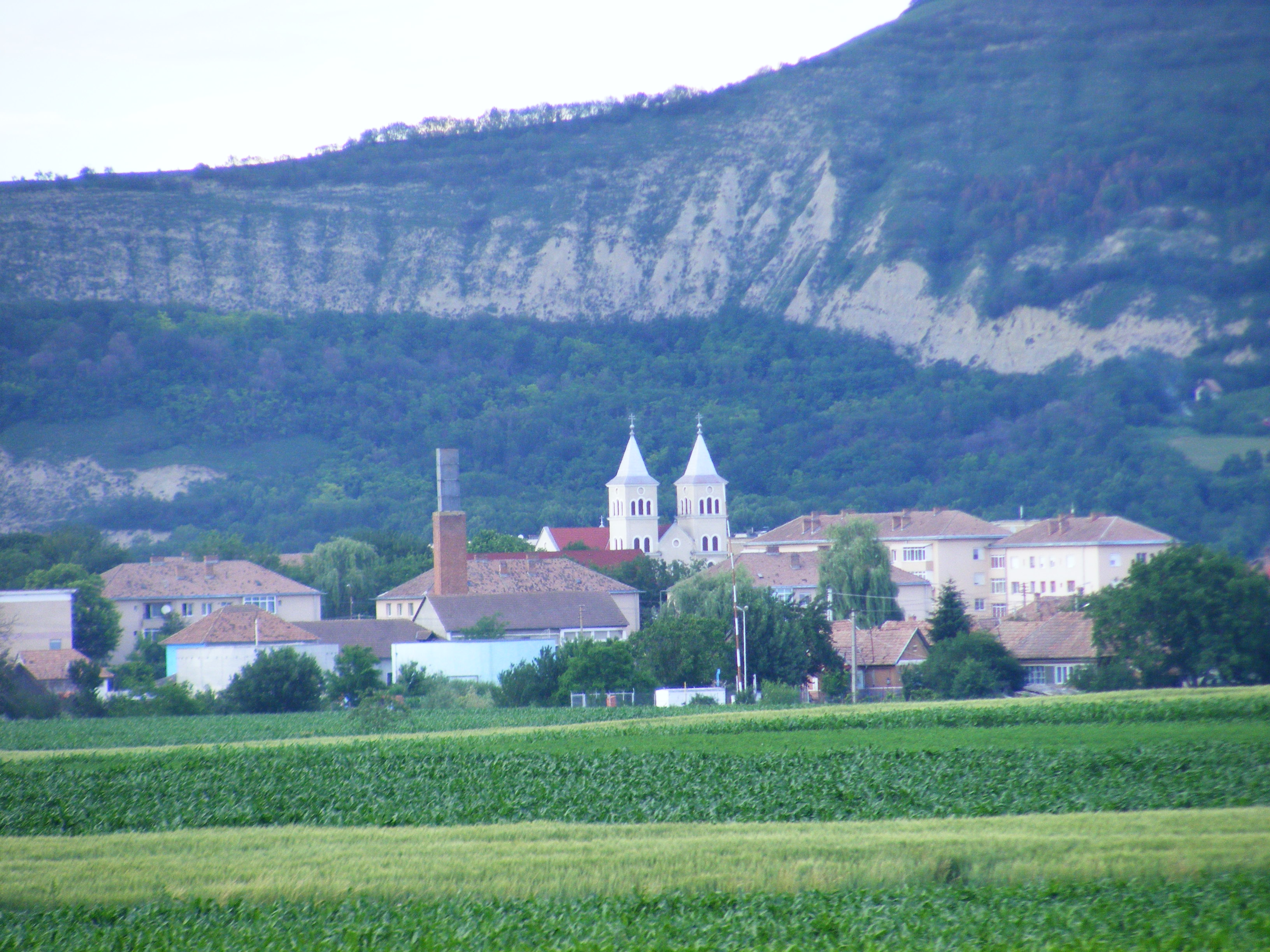
Radnót város

Marosvásárhelytől 28 km-re délnyugatra a Maros bal partján, a Kolozsvár – Marosvásárhely országút (E60) mellett fekszik.

## Nevének eredete
1257-ben Ranoltu néven szerepel először. Neve a német eredetű régi magyar Renoldus személynévből származik. A román Iernut eredete az Arnold személynév.

## Története
A város területe már 5000 éve is lakott volt a Galla-hegy lejtőjén és a kastély udvarán feltárt leletek szerint.
A római korban itt állhatott a Septimius Severus által alapított Patausia nevű római telep. Román kori templomát 1241-ben a tatárok felégették, helyette a tatárjárás után épült templom, melyet 1486 körül újjáépítettek. A 16. században a templom a reformátusoké lett. Helyén a 15. században nemesi udvarház állott, 1553-ban Bánffy Magdolna új erődítésekkel látta el, mostani épületét bástyás falak, raktárak, istállók és laktanyák valamint vizesárok fogta közre.
1650-ben Rákóczi Zsigmond állíttatta helyre, fejedelmi lakóhely. Összesen 15 országgyűlés színhelye volt, itt tartották 1690-ben a Diploma Leopoldinum kihirdetése előtti utolsó erdélyi országgyűlést is. II. Apafi Mihály fejedelmet innen szállították örökös bécsi száműzetésbe. II. Rákóczi Ferenc fegyverrel foglalta el. A trianoni békeszerződésig Kis-Küküllő vármegye Radnóti járásának székhelye volt.

## Népessége
1910-ben 2109 lakosából 1498 magyar és 595 román volt. Napjainkra a lakosság aránya megfordult.
1992-ben 5954 lakosából 4208 román, 1379 magyar, 352 cigány, 13 német volt.
2011-ben 5382 lakosából 3944 román, 1107 magyar, 570 cigány, 3 német volt. Lakossága a beosztott falvakkal együtt 8705 fő.

## Híres személyek
- Balogh József (1701–1756)
- Hamar Márton (1927 – 1987) zoológus
- Jeney Endre (1891 – 1970) patológus, higiénikus, mikrobiológus, egyetemi tanár
- Kákonyi Csilla (született 1940-ben) festőművész
- Kornis Zsigmond (1578 – 1648) magyar nemes az Erdélyi Fejedelemségben
- László János (? – 1934) hegedűmester
- Meleg Hortenzia (? – 1961)
- Itt született 1911. november 28-án Makay Árpád filmoperatőr.
- Itt született Szabó András jogász, az MTA tagja, alkotmánybíró.
- Itt született Kónya-Hamar Zsuzsanna főorvos, a Kolozsvári Református asszisztensképző tanára, szakigazgatója, Kónya-Hamar Sándor felesége.

## Látnivalók

### Várkastély

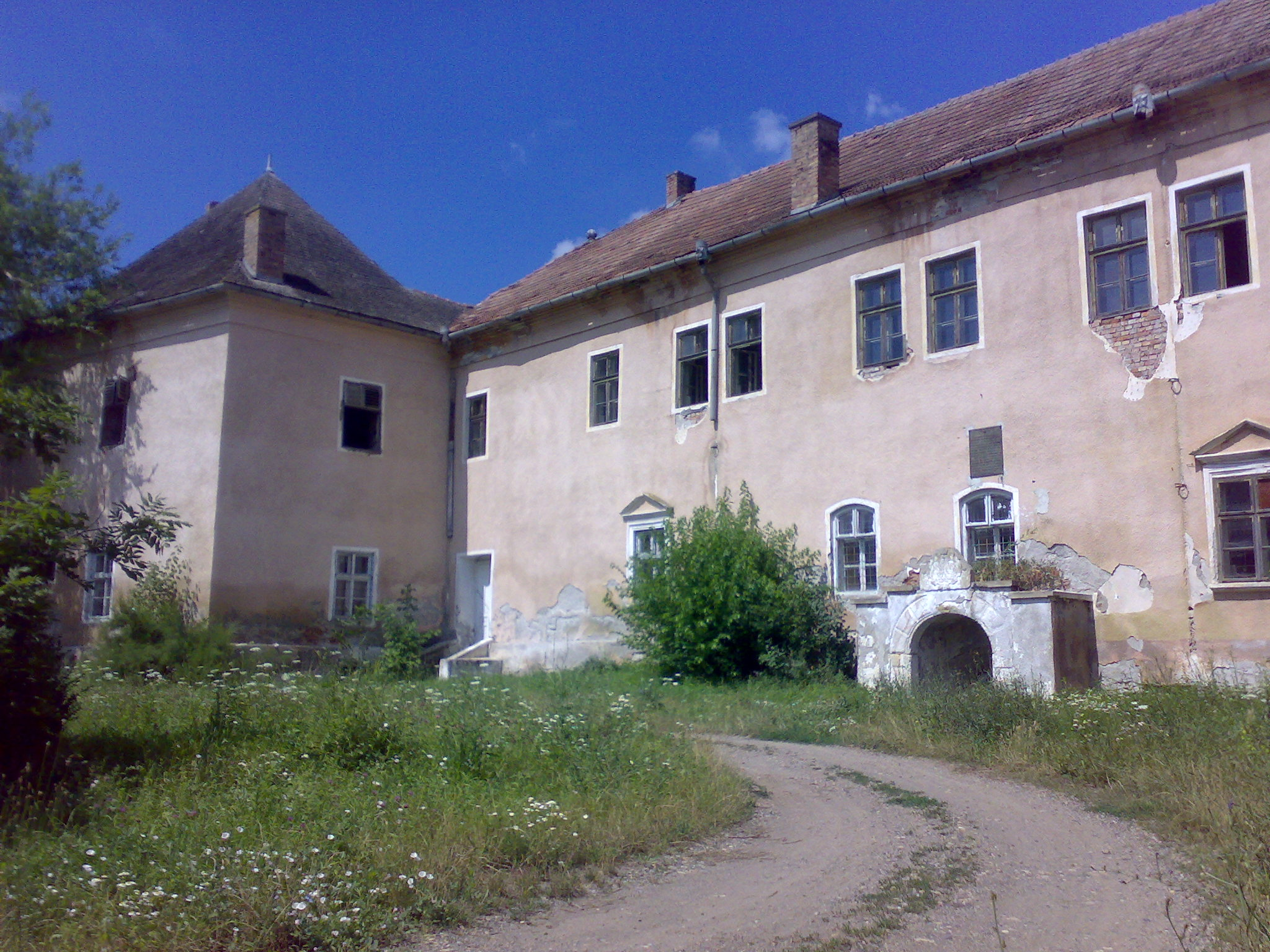
A romos állapotban lévő várkastély

A Maros partján áll a négyzet alakú, sarkain bástyákkal megerősített Kornis–Rákóczi–Bethlen-kastély, amely a 16. században épült. I. Rákóczi György 1650 körül átépíttette, az építész a velencei Agostino Sereno volt. 1802-ben gondatlanságból leégett, ezután kapta mai tetőszerkezetét. Egy ideig mezőgazdasági iskola volt a kastélyban, de kb. 4 éve üresen áll.
A terület, ahol a várkastély található a 15. század közepén a Bogáthy családé volt. 1495-ben említik először a család nemesi udvarházát, majd a 16. század elején már kastélyról beszélnek az oklevelek. A mostani várkastély helyén álló épület a történészek szerint nem lehetett kicsi, mivel egy 1553-ból származó írásban az áll, hogy Bogáthy János 2000 forintig zálogba adta az épületet édesanyjának.
1575-ben a Bogáthy Gáspárt kivégezték és a települést, Radnótot a kincstár kapta meg. Később, 1587-ben Báthory Zsigmond Kendi Ferencnek ajándékozta, majd két évvel később őt is kivégezték. Az új tulajdonost, Kornis Boldizsárt is kivégezték 1610-ben, de az épület a Kornis-család kezében maradt. Nemsokára az erdélyi fejedelemhez, I. Rákóczi Györgyhöz került az épület, aki megbízta a velencei Agostino Serenát az átalakításokkal. Ekkor készült a mai épület, feltehetően a régi alapok, illetve falak felhasználásával.
A jelenlegi kastély különbözik az Agostino Sereno által tervezettel. A főépületet bástyás falak, tárházak, laktanyák és istállók, valamint a Marossal táplált árkok fogták körbe. A kastély kinézete is megváltozott, amikor a jelenleg romos állapotban lévő tetőzetet csináltatták az épületre. Jelenleg a várkastély siralmas állapotban található.

### Református templom
A református templom nem a település központjában, hanem a külvárosban, nem messze a várkastélytól található. A műemlék templom gótikus stílusban épült 1486-ban, majd 1593-ban egy nagyobb átépítésen ment keresztül. A tornyát a 20. század elején, 1909-ben építették.

### Nagyboldogasszony római katolikus plébánia
A Nagyboldogasszonynak szentelt kéttornyú római katolikus templom 1896–1898 között épült neogótikus stílusban.

### Egyéb látnivalók
A város határában halastó és hőerőmű található.